# Schäferstab (Heraldik)

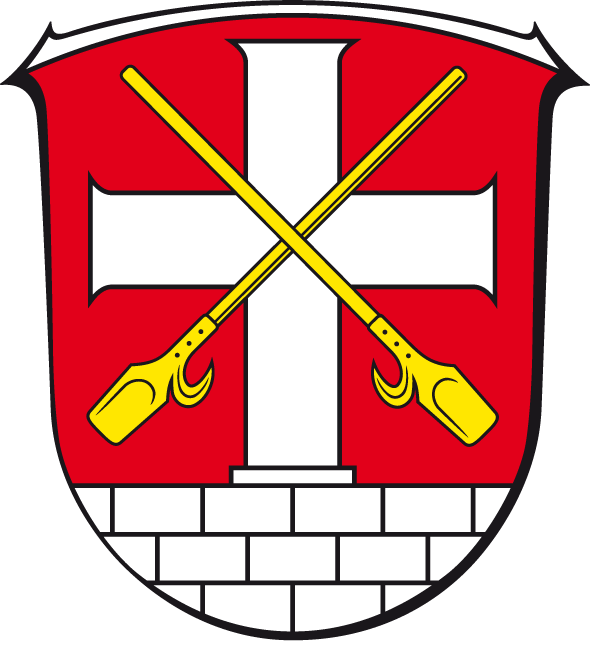
Zwei gekreuzte und gestürzte Schäferstäbe im Wappen von Ransbach (Hohenroda)

Der Schäferstab ist in der Heraldik eine Gemeine Figur. Diese Wappenfigur ist ein etwa mannshoher Stab aus Holz mit einem Funktionsteil, den die Schäfer zum Ergreifen eines Schafes oder zum Treiben durch Sandaufwerfen für verirrte Tiere einsetzen. Im Wappen wird der Schäferstab mit einer kleinen Schaufel und einem gerundeten Haken mit der offenen Seite zum langen Stiel (Funktionsteil) zeigend. Der Stab wird als gestürzt blasoniert, wenn dieser wichtige Teil zum Schildfuß zeigt. Die Tingierung lässt alle heraldischen Farben unter Beachtung der Feldfarbe zu.
Die Wappenfigur im Wappenschild ist nicht häufig.
Es ist zu beachten, dass der Krummstab und auch der Pilgerstab mit diesem Stab nur die Bezeichnung Schäferstab vereint.
Der Schäferstab gilt auch als Symbol des hl. Wendelin/Wendalinus, einem katholischen Heiligen und auch aller Hirten oder Schäfer.

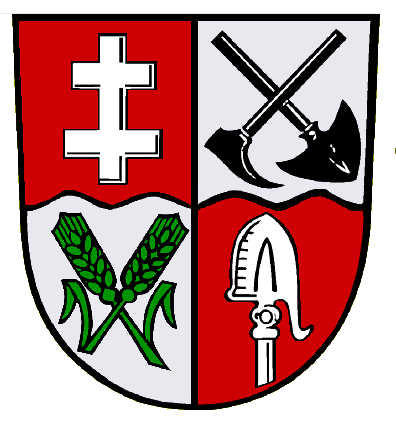
Im Feld 4 vom Wappen Gresaubach ein Schäferstabende
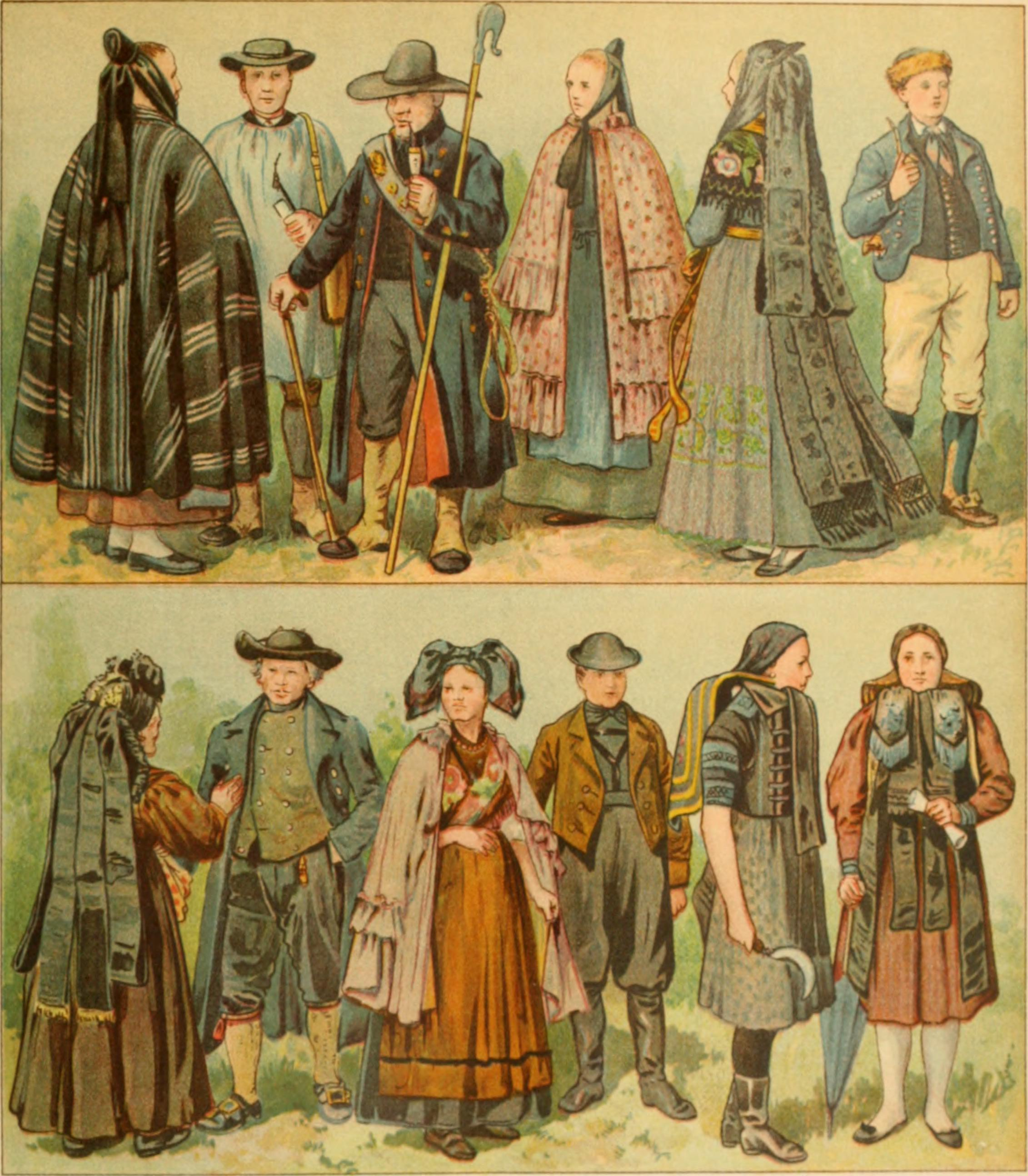
obere Reihe, 3. Person von links mit Schäferstab